# 中央不動産鑑定所
株式会社中央不動産鑑定所（ちゅうおうふどうさんかんていしょ）は、東京都中央区日本橋茅場町に本社を置く不動産鑑定業者。

## 概要
株式会社中央不動産鑑定所は、1965年、日本における不動産の鑑定評価制度のスタートに合わせて「公正中立の立場を堅持する独立鑑定機関」として、設立され、不動産鑑定業界では、最古参の鑑定機関のうちの一社である。
現在、不動産の証券化に関わる鑑定評価をはじめ、一般鑑定評価、公的鑑定評価、不動産コンサルティング、損失補償コンサルタントなどを主な業務として行っている。
所属する不動産鑑定士は22名（2023年4月現在）。年間約1,500件の鑑定評価等の実績がある。

## 沿革
- 1965年3月 - 旧大蔵省OBが独立系鑑定機関として東京で創立
- 1967年10月 - 横浜支所開設
- 1968年9月 - 高松支所開設
- 1969年10月 - 大阪支所開設
- 1972年1月 - 中鑑コンサルタンツ株式会社 設立[4]
- 1982年4月 - 千葉支所 開設

## 各種許認可
- 不動産鑑定業：国土交通大臣登録（16）第20号
- 補償コンサルタント：補03第1072号
- 宅建業：国土交通大臣登録（14）第1410号
- 一級建築士事務所：東京都知事登録第62534号

## 関連会社

### 中鑑コンサルタンツ株式会社
- 所在地：東京都中央区日本橋茅場町3-11-10 PMO日本橋茅場町
- 業務：調査測量設計・登記、不動産仲介、不動産賃貸業
- 代表者：代表取締役 大森英央